# Listrostachys pescatoriana
Listrostachys pescatoriana là một loài thực vật có hoa trong họ Lan. Loài này được (Lindl.) S.Moore mô tả khoa học đầu tiên năm 1877.